# Чёрная полоса (фильм, 1947)
«Чёрная полоса» (англ. Dark Passage) — фильм-нуар кинокомпании Warner Bros., срежиссированный Делмером Дэйвсом в 1947 году, главные роли в котором исполнили Хамфри Богарт и Лорен Бэколл. Сюжет фильма основан на одноимённому роману Дэвида Гудиса. «Чёрная полоса» примечателен тем, что первая треть фильма была снята с использованием приёма «субъективная камера», вся съёмка велась от точки зрения героя Богарта, Винсента Перри, лица которого не видно.

## Сюжет
Винсент Перри (Хамфри Богарт), обвинённый в убийстве своей жены, совершает побег из тюрьмы Сан-Квентин. Его соглашается подвезти человек по имени Бейкер (Клифтон Янг). Во время поездки автомобильное радио передаёт новость о побеге, и Бейкер понимает, что речь идёт о его пассажире. Винсенту ничего не остаётся как нокаутировать водителя и присвоить его одежду себе. В то самое время когда Винсент пытается спрятать тело Бейкера, поблизости останавливается машина художника Айрин Дженсен (Лорин Бэколл). Несмотря на то, что Винсент не знает Айрин, его имя ей хорошо известно и она предлагает беглецу свою помощь.
Далее, на своей квартире в Сан-Франциско, Айрин рассказывает Винсенту, что она внимательно следила за судебным разбирательством по его делу потому, что её отец, который умер в тюрьме, в своё время был ложно обвинён в убийстве своей жены, и она верит, что Винсент тоже невиновен. Пока Айрин отлучается в магазин за новой одеждой для Винсента, в дверь стучится женщина, голос которой Винсент опознаёт как голос Мэдж Рапф (Агнес Мурхед), сварливой подруги своей убитой жены, свидетельские показания в суде которой определили судьбу Винсента. Айрин признаётся Винсенту что встречается с бывшим женихом Мэдж, Бобом (Брюс Беннетт). Той же ночью, Винсент покидает квартиру Айрин, надеясь выяснить кто на самом деле убил его жену.
Винсента подвозит такси, шофёр которого, Сэм (Том Д'Андреа), узнаёт его и, проникнувшись симпатией к своему пассажиру, предлагает в качестве помощи услуги своего приятеля, пластического хирурга доктора Уолтера Коли (Хасли Стивенсон). Винсент ожидает встречи с доктором в квартире своего единственного друга, музыканта Джорджа Феллсингера (Рори Малиссон). После операции Винсент возвращается к Джорджу, надеясь остаться у него до тех пор, пока его лицо не заживёт, но он находит друга убитым. Не зная куда податься, Винсент решает идти к Айрин.
Возле дома Айрин он замечает автомобиль Бейкера, но решает не придавать этому большого значения, списав событие на случайность. Из газет Винсент и Айрин узнают, что Винсента обвиняют в убийстве его друга Джорджа. Когда лицо Винсента заживает, он отправляется на поиски доказательств своей невиновности, используя имя Алан Линелл. Он въезжает в отель, где Бейкер настигает его и начинает, с пистолетом в руках, шантажировать, пытаясь заполучить 60 000 $. Когда Винсент пытается объяснить Бейкеру, что у него нет денег, тот сообщает, что Айрин богата и заставляет отвезти его к ней на квартиру. Во время поездки Винсенту удаётся отобрать у Бейкера пистолет. Допрашивая Бейкера, Винсент узнает, что во время его пути на квартиру Джорджа за ним следил какой-то оранжевый автомобиль. Затем между мужчинами начинается борьба, в результате которой Бейкер падает с отвесной скалы и разбивается насмерть.
Винсент навещает Мэдж, которой принадлежит оранжевый автомобиль, он обвиняет её в убийстве своей жены и Джорджа. Мэдж признает, что убила его жену, но объясняет, что сделала это потому, что была влюблена в него, а когда он отказал ей, решила подставить Винсента. Он просит Мэдж подписать признание, но она отказывается и выпрыгивает в окно. Со смертью Мэдж Винсент никак не может доказать свою невиновность. Он звонит Айрин и просит её приехать в один город в Перу. Однажды, много времени спустя, она приезжает.

## В ролях
- Хамфри Богарт — Винсент Перри
- Лорен Бэколл — Айрин Дженсен
- Клифтон Янг — Бейкер
- Агнес Мурхед — Мэдж Рапф
- Брюс Беннетт — Боб
- Дуглас Кеннеди — детектив Кеннеди
- Том Д'Андреа — таксист (Сэм)
- Хасли Стивенсон — доктор Уолтер Коли
- Рори Малиссон — Джордж Феллсингер

## Интересные факты
- В одном из кадров Винсент Перри (Хамфри Богарт) видит своё фото в газете, на котором он изображён до пластической операции. Это фото характерного актёра Фрэнка Уилкокса.
- Это третий из четырёх фильмов на момент съёмок которого Хамфри Богарт и Лорен Бэколл были мужем и женой.
- Кинокомпания Warner Bros. заплатила 25 000 $ за правообладание новеллой «Чёрная полоса» Дэвида Гудиса. Произведение печаталось частями в журнале The Saturday Evening в период с 20 июля по 7 сентябрь 1946 года.
- Полностью открытое лицо Хамфри Богарта можно увидеть только на 62 минуте фильма, после того как его герой снимает бинты и смотрится в зеркало. Все предшествующие сцены с героем показаны либо с его точки зрения (прием «субъективной камеры»), либо таким образом, что его лицо скрыто тенями или бинтами.
- Голос из автомобильного радио, сообщающий о побеге Винсента Перри, когда Хамфри Богарт и Клифтон Янг едут в машине, принадлежит актёру Дэйну Кларку.